# Wurmankas-Turunowo
Wurmankas-Turunowo (ros. Вурманкас-Туруново) – wieś (dieriewnia) w Rosji, w Czuwaszji, w rejonie czeboksarskim. W 2021 liczyła 248 mieszkańców.